# Museo Sarajevo 1878-1918
Il museo di Sarajevo 1878-1918 (in bosniaco Muzej Sarajevo 1878–1918; in serbo Музеј Сaрајево 1878–1918?) è un museo storico sito nella città di Sarajevo, in Bosnia ed Erzegovina, nei pressi del ponte Latino. La collezione comprende materiali e reperti risalenti al periodo dall'amministrazione austro-ungarica in Bosnia ed Erzegovina nel periodo compreso tra il 1878 e il 1918.

## Collezione

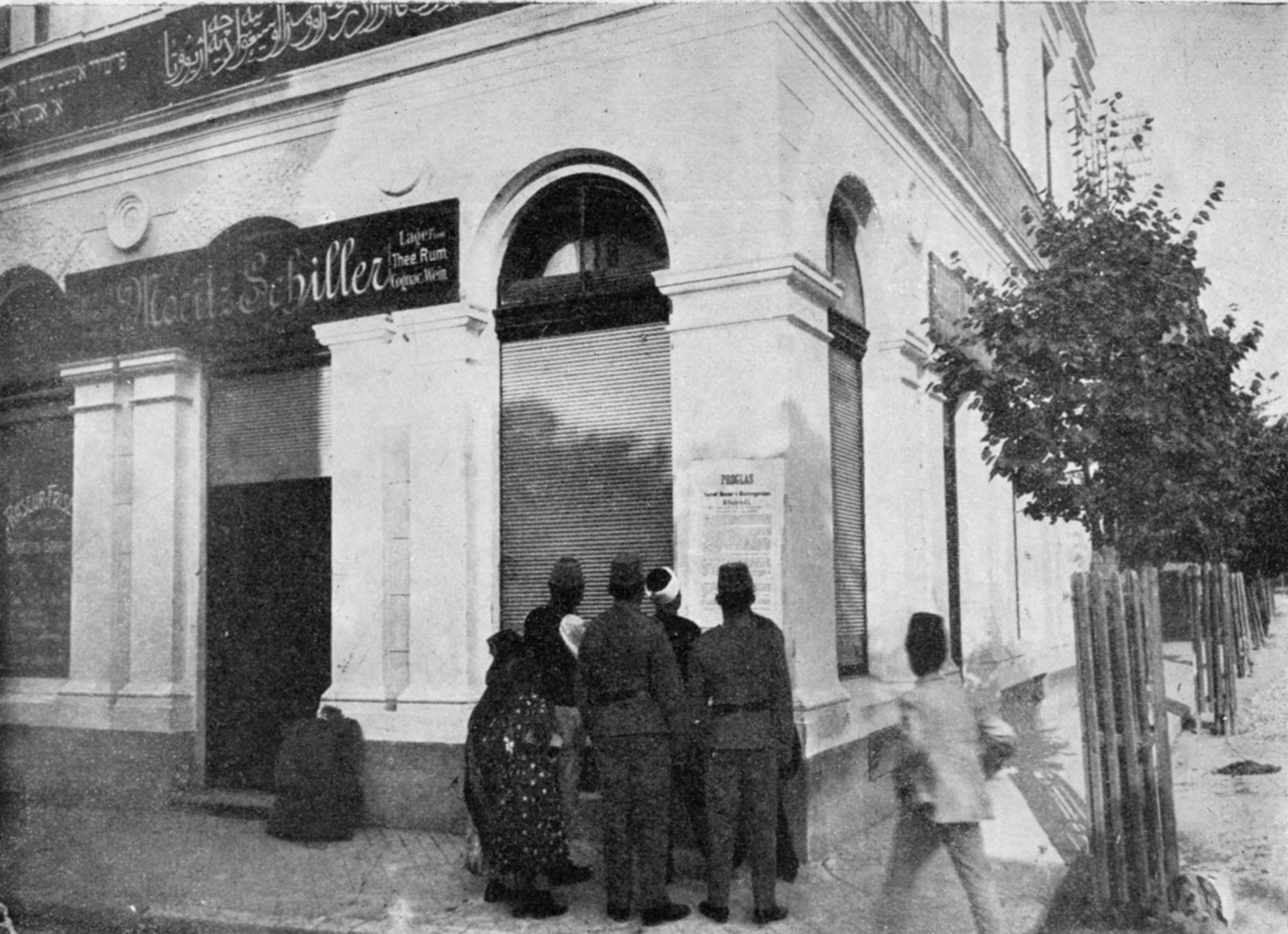
Una foto dell'edificio del museo risalente al 1908.

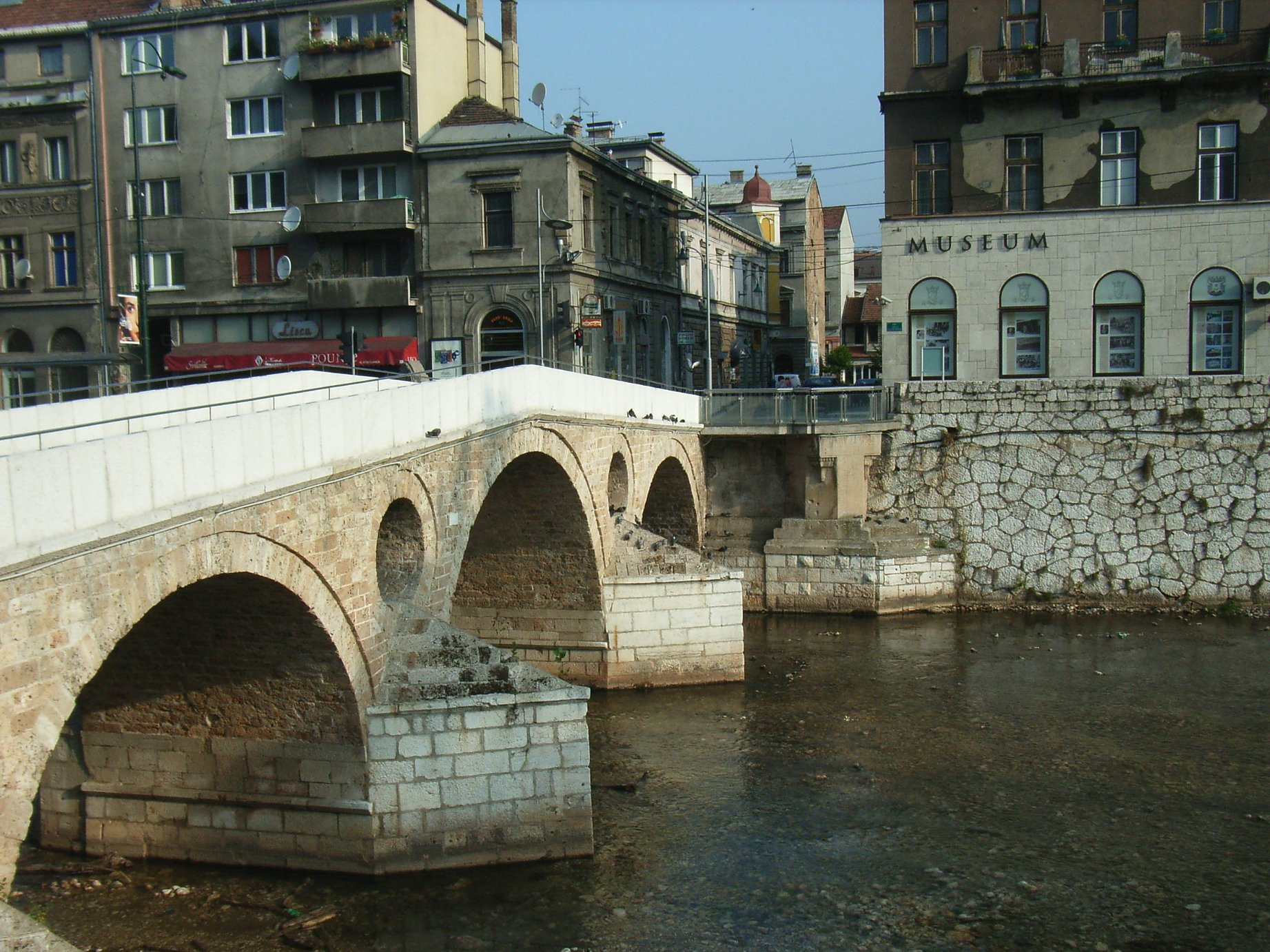
Il museo di fronte al ponte Latino di Sarajevo.

La collezione mostra la storia del dominio austro-ungarico nella regione ed è divisa in unità tematiche:
- Resistenza all'occupazione
- Nuova amministrazione austro-ungarica
- Stile di vita
- Società culturali e religiose-educative, stampa ed editoria
- Industria ed architettura
- L'annessione e il parlamento bosniaco
- L'assassinio del principe ereditario Francesco Ferdinando e di sua moglie Sophie
- Prima guerra mondiale